# В поиске (телесериал, 2014)
Не следует путать с телесериалом «В поиске» 2016 года.
«В поиске» (англ. Looking) — американский телевизионный сериал, премьера которого состоялась 19 января 2014 года на канале HBO. В центре сюжета находятся трое друзей-геев, которые исследуют все плюсы жизни в Сан-Франциско.
Сериал был продлён на второй сезон (10 эпизодов). Премьера второго сезона состоялась 12 января 2015 года. 25 марта 2015 года канал закрыл шоу после двух сезонов из-за низких рейтингов, однако заказал съемки телефильма, который завершит историю сериала.

## Актёры и персонажи

### Основной состав
- Джонатан Грофф — Патрик[7], дизайнер видеоигр
- Фрэнки Джей Альварес — Агустин[8], помощник художника и лучший друг Патрика
- Мюррей Бартлетт — Дом[9], официант в ресторане, друг Патрика и Агустина

### Второстепенный состав
- Рассел Тови — Кевин[10], начальник Патрика
- Скотт Бакула — Линн[9], бизнесмен, решивший помочь Дому открыть свой ресторан
- Рауль Кастильо — Ричи[11], возлюбленный Патрика, работающий в парикмахерской
- Лорен Уидман — Дорис[11], лучшая подруга и соседка Дома
- О. Т. Фагбенли — Фрэнк[11], парень Агустина
- Эндрю Ло — Оуэн[11], коллега Патрика

## Эпизоды
| № | № | Название                                                      | Режиссёр      | Сценарист                  | Премьера        | Кол-во зрителей (в млн) |
| - | - | ------------------------------------------------------------- | ------------- | -------------------------- | --------------- | ----------------------- |
| 1 | 1 | «Looking for Now» «В поиске настоящего»                       | Эндрю Хей     | Майкл Лэннан               | 19 января 2014  | 0.33                    |
| 2 | 2 | «Looking for Uncut» «В поиске необрезанного»                  | Эндрю Хей     | Эндрю Хей                  | 26 января 2014  | 0.28                    |
| 3 | 3 | «Looking at Your Browser History» «В поиске истории браузера» | Эндрю Хей     | Майкл Лэннан и Эндрю Хей   | 2 февраля 2014  | 0.11                    |
| 4 | 4 | «Looking for $220/Hour» «В поиске $220 в час»                 | Райан Флек    | Алан Хейнберг              | 9 февраля 2014  | 0.44                    |
| 5 | 5 | «Looking for the Future» «В поиске будущего»                  | Эндрю Хей     | Эндрю Хей                  | 16 февраля 2014 | 0.50                    |
| 6 | 6 | «Looking in the Mirror» «В поиске себя»                       | Джо Свонберг  | Таня Сарачо и Джей. Си. Ли | 23 февраля 2014 | 0.51                    |
| 7 | 7 | «Looking for a Plus-One» «В поиске спутника»                  | Джейми Бэббит | Джон Хоффман               | 2 марта 2014    | 0.43                    |
| 8 | 8 | «Looking Glass» «В поиске ясности»                            | Эндрю Хей     | Майкл Лэннан               | 9 марта 2014    | 0.42                    |

## Производство
HBO заказал съемки первого сезона из восьми эпизодов 14 мая 2013 года. Джонатан Грофф был взят на ведущую роль в феврале 2013 года, а Дэвид Маршалл Грант, Сара Кондон и Эндрю Хей выступили исполнительными продюсерами проекта. Съемки первого сезона начались в Сан-Франциско 16 сентября 2013 года, а закончились 8 ноября 2013 года.

## Релиз

### Рейтинги
По словам «Variety» сериал показал медленный старт, собрав на показ пилота 338 тысяч зрителей, правда повтор эпизода привлёк к экранам почти вдвое большую аудиторию в 606 тысяч. С выходом следующих эпизодов, рейтинги сериала возрастали. Самого высокого показателя достиг шестой эпизод, собравший 519 тысяч зрителей. По информации на 23 февраля 2014 года средний еженедельный рейтинг сериала составляет 2 миллиона зрителей.

### Показ в России
Планировалось, что сериал будет показан на телеканале «Amedia Premium» на английском языке с русскими субтитрами, но шоу было снято с эфира, предположительно, в связи с обращением депутата Игоря Лебедева.